# San Andrés Tlanehuayocan
San Andrés Tlanehuayocan är en ort i Mexiko.   Den ligger i kommunen Tlalnelhuayocan och delstaten Veracruz, i den sydöstra delen av landet, 230 km öster om huvudstaden Mexico City. San Andrés Tlanehuayocan ligger 1 664 meter över havet och antalet invånare är 2 824.
Terrängen runt San Andrés Tlanehuayocan är varierad, och sluttar österut. Runt San Andrés Tlanehuayocan är det ganska tätbefolkat, med 172 invånare per kvadratkilometer. Närmaste större samhälle är Xalapa, 7,4 km sydost om San Andrés Tlanehuayocan. Omgivningarna runt San Andrés Tlanehuayocan är en mosaik av jordbruksmark och naturlig växtlighet.